# Адиба Амин
Адиба Амин (малайск.  Adibah Amin ); (19 февраля 1936, Джохор-Бару, штат Джохор) — малайзийская писательница, пишущая на малайском и английском языках, переводчица, киноактриса. Дочь известной деятельницы женского движения Зайнун Сулейман. Настоящее имя Халида Адиба (Khalidah Adibah).

## Краткая биография
Окончила английскую среднюю школу и Университет Малайя (1957). С 1958 года преподавала английский язык в малайском колледже для девочек в Куала-Лумпуре. В 1970 году стала директором школы «Сри Путри» и преподавателем в Институте языка. С 1971 по 1984 год — журналист газеты «Нью Стрейтс Таймс», в 1990-е годы — газеты «Стар».

## Творчество
Публиковалась также под псевдонимом Сри Делима. Повести на малайском языке «Истинный аристократ» (1950), «Лотос еще в пруду»(1972; перевод на японский в 1986 г.), «Далёкие, но незабываемые места» (1985) и на английском «Конец радуги» (2006), более 200 радиопьес, многочисленные рассказы. Сотрудничала с газетой «Стар» и «Нью Стрейтс Таймс», где публиковала статьи о том, как правильно говорить на малайском языке
Занимается также художественным переводом с малайского на английский: «Колючки на дороге» Шахнона Ахмада и «Джунгли надежды» Крис Маса, поэзия Усмана Аванга. Снялась в трёх фильмах: «Избалованная сестрёнка», 1980), «Сердце -не кристалл» (1989), «Мат Сом»(1990).

## Награды
- Приз за лучшее исполнение роли второго плана в фильме «Избалованная сестрёнка» (1980)
- Литературная премия Юго-Восточной Азии (1983)
- Премия за вклад в развитие литературы «Эссо-Гапена» (1991)
- Выдающийся журналист страны Союза малайских журналистов Малайзии (1996)
- Литературная премия Джохора (1996)
- Премия Тун Разака за выдающийся вклад в развитие образования и установление взаимопонимания и гармонии в отношениях между национальными общинами Малайзии (1998)
- Национальная премия переводчика (2012)
- Особая журналистская награда Института прессы Малайзии (2013)[3]
- Звание «Выдающийся малайский деятель» (2014)